# Годиноция
Годиноция (лат. Godinotia) — вымерший род мокроносых приматов семейства адапид, живших в эоцене, около 49 млн лет назад. Годиноция — одна из самых ранних известных полуобезьян.

## Название
Название происходит от имени исследователя приматов Марка Годинота.

## Описание
Годиноции были размером около 75 сантиметров, с длинным хвостом. Внешним видом годиноция напоминала современных лемуров. Её большие глаза свидетельствовали о ночном образе жизни. Найденные останки конечностей свидетельствуют о том, что большую часть своей жизни они проводили на деревьях.

## Питание
Вероятно, животное питалось фруктами и мелкими беспозвоночными. Об этом свидетельствуют останки зубов. Некоторые источники свидетельствуют о том, что фрукты и насекомые были основными элементами их диеты.

## Открытие вида
Остатки годиноции впервые были обнаружены в карьере Мессель (Германия).